# سید ابوالقاسم خوانساری (ریاضی)
سید ابوالقاسم جعفر موسوی خوانساری معروف به ریاضی (۱۳۸۰–۱۳۱۳ ق) فقیه، حکیم، ادیب و ریاضیدان ایرانی سده ۱۴ قمری بود.

## زندگی‌نامه
او فرزند سید محمود خوانساری و برادرزاده عبدالعلی خوانساری (معروف به ابوتراب، درگذشته ۱۳۴۶ ق) و خواهر زاده سید احمد خوانساری (از مراجع عظام تقلید) است. سید محمود خوانساری، پسر ابوالقاسم جعفر و او پسر محمدمهدی (درگذشته ۱۲۴۶ ق) پسر حسن (درگذشته ۱۲۱۰ ق) پسر حسین (درگذشته ۱۱۹۱ ق) پسر سید ابوالقاسم خوانساری معروف به میرکبیر است.
ایشان در فن مناظره با ادیان مختلف بسیار متبحر بودند و اجازات منحصر به فردی از سید ابوالحسن اصفهانی به ایشان وجود دارد. وی در ۱۳۲۸ قمری از اصفهان به نجف مهاجرت کرد و علوم فقه و اصول و حدیث را فراگرفت. او همچنین در علوم ریاضی سرآمد دوره خویش بود.
گفته شده‌است زمانی که او در درس سید ابوالحسن اصفهانی حضور داشت، سید ابوالحسن اصفهانی نامه‌ای را که جمعی از شیعیان شمال پاکستان به وی فرستاده بودند و درخواست عالمی برای تبلیغ دین کرده بودند را خوانده و از جمع خواست تا یک نفر از آن بین اعلام آمادگی کند. سید ابوالقاسم خوانساری برای این کار اعلام آمادگی کرده بود.

## زندگی در پاکستان
در خصوص زمان هجرت و زندگی وی در پاکستان اطلاعات چندانی در دست نیست. او در زمان زندگی در پاکستان از لحاظ مالی بسیار در فقر به‌سر برده‌است و البته از طرف برخی افراد مورد آزار و اذیت بسیار قرار گرفته‌است.
کتابخانه نسبتاً غنی از وی باقی مانده‌است که متأسفانه هنوز به زیور چاپ آراسته نگردیده‌است. وی در سال ۱۳۸۰ قمری در گلگت پاکستان وفات یافته و در همان‌جا مدفون شده‌است. مزارش نیز به عنوان زیارتگاهی وجود دارد و مردم برای زیارت به آنجا می‌آیند.

## شاگردان
وی در ریاضی سرآمد استادان در حوزه علمیه نجف بوده‌است. سید ابوالقاسم خویی و سید محمدحسین طباطبایی و برادرش، سید محمد حسن الهی طباطبایی نزد ایشان به فراگیری ریاضی پرداخته‌اند. گفته شده‌است که او راه حل‌های ساده‌ای برای مسایل پیچیده ریاضی ارائه می‌نموده‌است، این در حالی است که وی ریاضی را بدون استاد فرا گرفته که نشان از نبوغ بالایش است.

## آثار
سید ابوالقاسم خوانساری کتاب‌هایی در زمینه علوم مختلف از جمله ریاضی دارد که از آن جمله می‌توان به «بحر الحساب» به فارسی؛ «اعجاز المهندسین» یا «الهندسة آلتی لایحتاج الی الفرجار (پرگار)»، رساله «الجبر و المقابله»، رساله «قابلیه التقسیم» در اعداد، رد «ابطال الرمل» و «تسهیل القسمه» اشاره نمود.
از جمله کتاب‌های دیگر وی «اعتقادات» یا «تاریخ تمدن»، «سیاحات المتفکرین فی آراء الملحدین و المتدینین» یا «دین بی‌نزاع» و «حاشیه بر مستدرک الوسائل حسین محدث نوری» را می‌توان یاد نمود.
او هم چنین دیوان اشعاری به نام «سفائن البحار» دارد که در این دیوان قصیده‌ای بیش از پانصد بیت بدون الف موجود است.
متأسفانه هیچ‌کدام از آثار وی به چاپ نرسیده‌است و تلاش برای دستیابی به آثار او، در میان نسخ خطی و کتاب‌های چاپی در ایران تاکنون بی‌نتیجه بوده‌است لکن اخیراً نسخه‌های اسکن شده‌ای از آثار وی از طریق نوادگان ایشان برای انتشار آماده‌سازی می‌شود.